# Staatsuniversiteit van Rio de Janeiro
De Universidade do Estado do Rio de Janeiro  is een van de grootste universiteiten van Brazilië, gesticht in 1950 en gevestigd in Rio de Janeiro.
Er zijn zes campussen: het hoofdgebouw aan de rua São Francisco Xavier (UERJ) en de campussen Duque de Caxias (FEBF), Ilha Grande (CEADS), Nova Friburgo (IPRJ), Resende (FAT) en São Gonçalo (FFP).
De universiteit werd opgericht als Universidade do Distrito Federal (UDF) op 4 december 1950, hernoemd tot Universidade do Estado da Guanabara (UEG) in 1961 en tot Universidade do Rio de Janeiro (URJ) in 1968. Sinds 1975 wordt de instelling officieel aangeduid als Rio de Janeiro State University of Universidade do Estado do Rio de Janeiro (UERJ).

## Studierichtingen
| Portugese naam                 | Nederlandse naam                               |
| ------------------------------ | ---------------------------------------------- |
| Administração                  | Bedrijfskunde                                  |
| Artes Visuais                  | Beeldende kunst                                |
| Ciências Atuariais             | Risicoanalyse                                  |
| Ciências Biológicas            | Biologie                                       |
| Ciências Contábeis             | Boekhouding                                    |
| Ciências Econômicas            | Economie                                       |
| Ciências Sociais               | Sociale wetenschappen                          |
| Desenho Industrial             | Industriële vormgeving                         |
| Direito                        | Rechten                                        |
| Educação Física                | Lichamelijke opvoeding                         |
| Enfermagem                     | Plantkunde                                     |
| Engenharia Cartográfica        | Cartografie                                    |
| Engenharia Civil               | Civiele techniek                               |
| Engenharia Elétrica            | Elektrotechniek                                |
| Engenharia Mecânica            | Werktuigbouwkunde                              |
| Engenharia de Produção         | Technische Bedrijfskunde                       |
| Engenharia Química             | Chemische technologie                          |
| Estatística                    | Statistiek                                     |
| Filosofia                      | Filosofie                                      |
| Física                         | Fysica                                         |
| Geografia                      | Geografie                                      |
| Geologia                       | Geologie                                       |
| História                       | Geschiedenis                                   |
| História da Arte               | Kunstgeschiedenis                              |
| Informática                    | Informatica                                    |
| Jornalismo                     | Journalistiek                                  |
| Letras - Inglês/Literaturas    | Engelse taal & Literatuur                      |
| Letras - Português/Alemão      | Portugese taal en Duitse taal & Literatuur     |
| Letras - Português/Espanhol    | Portugese taal en Spaanse taal & Literatuur    |
| Letras - Português/Francês     | Portugese taal en Franse taal & Literatuur     |
| Letras - Português/Grego       | Portugese taal en Griekse taal & Literatuur    |
| Letras - Português/Literaturas | Portugese taal & Literatuur                    |
| Letras - Português/Italiano    | Portugese taal en Italiaanse taal & Literatuur |
| Letras - Português/Japonês     | Portugese taal en Japanse taal & Literatuur    |
| Letras - Português/Latim       | Portugese taal en Latijnse taal & Literatuur   |
| Matemática                     | Wiskunde                                       |
| Medicina                       | Medische wetenschappen                         |
| Nutrição                       | Voedingsleer                                   |
| Oceanografia                   | Oceanografie                                   |
| Odontologia                    | Tandheelkunde                                  |
| Pedagogia                      | Pedagogie                                      |
| Psicologia                     | Psychologie                                    |
| Química                        | Chemie                                         |
| Relações Públicas              | Public relations                               |
| Serviço Social                 | Maatschappelijk werk                           |